# Lambahnúkar
Lambahnúkar är en bergstopp i republiken Island. Den ligger i regionen Västlandet, 80 km norr om huvudstaden Reykjavík. Toppen på Lambahnúkar är 791 meter över havet.
Trakten runt Lambahnúkar är nära nog obefolkad, med mindre än två invånare per kvadratkilometer. Det finns inga samhällen i närheten. Trakten runt Lambahnúkar består i huvudsak av gräsmarker.